# شمس أباد (بمبور الغربي)
شمس أباد (بالفارسية: شمس‌آباد) هي قرية تقع في إيران في قسم بمبور الغربي الريفي. يقدر عدد سكانها بـ 2,109 نسمة .